# Dainis Kūla
Pour les articles homonymes, voir Kula.
 (février 2020).
Si vous disposez d'ouvrages ou d'articles de référence ou si vous connaissez des sites web de qualité traitant du thème abordé ici, merci de compléter l'article en donnant les références utiles à sa vérifiabilité et en les liant à la section « Notes et références ».
Dainis Kūla (né le 28 avril 1959 à Tukums) est un athlète letton, lanceur de javelot, champion olympique et médaillé de bronze aux championnats du monde. Au niveau international, il représentait l'Union soviétique.

## Carrière
Au début de l'année 1980, lors de la préparation en vue des jeux, Kūla lança son javelot à 90,30 m et juste avant les jeux, il accomplit un lancer de 92,06 m. Le favori restait néanmoins le Hongrois Ferenc Paragi qui avait lancé en avril à 96,72 m pour détenir le record du monde.
Aux Jeux olympiques de 1980 à Moscou, Kūla attira l'attention dès les essais préliminaires - pas pour ses lancers, mais pour avoir mordu la ligne lors de ses deux premières tentatives, tout dépendait de son dernier essai. Bien que ce dernier lancer alla très loin, il se posa clairement à plat sans se planter. Devant la foule locale, les officiels levèrent un drapeau blanc pour valider le jet et le mesurer, ce qui suffit pour qualifier Kūla pour la finale. À son quatrième essai, il lança à 91,20 m qui fut le seul lancer de la finale à dépasser les 90 m et signifiait l'or. L'argent revint à son compatriote Aleksandr Makarov pour un doublé. Le favori Hongrois Paragi ne réussit que 79,52 en qualifications ce qui l'empêcha d'aller en finale.
Kūla remporta encore le bronze aux championnats du monde de 1983 à deux centimètres seulement de l'américain Tom Petranoff, médaillé d'argent.
En 1986, avec le nouveau javelot, Kūla n'arriva plus à faire partie de l'élite mondiale mais il continua sa carrière encore longtemps et participa à des compétitions après l'indépendance de la Lettonie.

## Palmarès

### Jeux olympiques d'été
- Jeux olympiques d'été de 1980 à Moscou (URSS)
  -  Médaille d'or au lancer du javelot avec un lancer à 91,20 m

### Championnats du monde d'athlétisme
- Championnats du monde d'athlétisme de 1983 à Helsinki (Finlande)
  -  Médaille de bronze au lancer du javelot
- Championnats du monde d'athlétisme de 1993 à Stuttgart (Allemagne)
  - éliminé en série au lancer du javelot

### Championnats d'Europe d'athlétisme
- Championnats d'Europe d'athlétisme de 1982 à Athènes (Grèce)
  - 4e au lancer du javelot